# Eddie Rabbitt
Eddie Rabbitt (nascido Edward Thomas Rabbit; Nova York, 27 de novembro de 1941 - 7 de maio de 1998) foi um cantor e compositor de música country americano. Rabbitt conseguiu muito sucesso no cenário do pop com sua música, e ajudou a desenvolver o gênero crossover entre os dois estilos durante as décadas de 1970 e 1980. Durante sua carreira teve 26 singles que ocuparam a primeira posição nas paradas de música country da revista Billboard.

## Carreira
Eddie Rabbitt nasceu de imigrantes irlandeses que se estabeleceram no Brooklyn, em Nova York, e foi criado em East Orange, Nova Jersey. Na década de 1960 gravou para as gravadoras 20th Century Records e Columbia Records. Em 1968 se mudou para Nashville, no Tennessee, onde iniciou carreira como compositor; Roy Drusky e George Morgan, entre outros artistas da época, gravaram suas canções. Seu primeiro grande sucesso veio em 1969, quando Elvis Presley gravou "Kentucky Rain". A canção obteve o disco de ouro, e marcou Rabbitt como um dos compositores jovens mais promissores de Nashville.
Em 1974 foi contratado pela Elektra Records, e seu primeiro single, "You Get To Me", chegou ao Top 40 daquele ano. Em 1976 uma canção de Rabbitt chegou pela primeira vez à primeira posição nas paradas de country music, com a canção "Drinkin' My Baby (Off My Mind)". Na mesma época conseguiu destaque com as canções "You Don't Love Me Anymore" e "Every Which Way But Loose", que era a canção-título de um filme de Clint Eastwood com o mesmo nome.
Seus maiores sucessos vieram, no entanto, em 1981, com as canções "I Love a Rainy Night" (que chegou ao primeiro lugar nas paradas de música pop), "Drivin' My Life Away" (5º lugar) e "Step By Step" (5º lugar); e durante o resto da década de 1980 Rabbitt conseguiu mais alguns sucessos. Em 1982 juntou-se a outra estrela do crossover entre a música pop e a country, Crystal Gayle, para gravar o dueto "You and I", e "Someone Could Lose a Heart Tonight" estreou nas paradas pop no 15º lugar
Alguns de seus outros sucessos que chegaram à primeira posição foram "The Best Year of My Life," cover de "The Wanderer", de Dion DiMucci, "I Wanna Dance With You," "On Second Thought" e "Both to Each Other (Friends and Lovers)", um dueto com Juice Newton. No entanto, no fim da década, seu sucesso começou a diminuir, e seus singles gradualmente deixaram de entrar no Top 40.
Em 1977 foi nomeado Melhor Vocalista Novo pela Academy of Country Music Awards. Em 1981 venceu um American Music Award como Melhor Vocalista de Pop. Aos poucos Rabbitt se afastou, no entanto, da mistura entre os dois estilos; sua carreira entrou em declínio, à medida que artistas contemporâneos, como Garth Brooks e Clint Black, subiam nas paradas de música country. Rabbitt continuou, no entanto, a gravar a fazer shows; na década de 1990 esta produção diminuiu, devido à doença de seu filho mais jovem; após sua morte, Rabbitt envolveu-se com instituições de caridade que cuidavam de crianças enfermas.
Ao longo de sua carreira Rabbitt obteve 26 canções na primeira posição das paradas de sucesso country e oito sucessos no Top 40 de música pop. Em 7 de maio de 1998 Rabbitt morreu de câncer pulmonar, aos 56 anos. Foi enterrado no Cemitério Calvary, em Nashville.

## Influência e regravações
A canção "I Love a Rainy Night" apareceu com destaque na trilha sonora do jogo Grand Theft Auto: San Andreas, na estação de rádio fictícia K-ROSE, especializada em música country. A mesma canção é mencionada pela banda americana Weezer na letra de "Heart Songs", como uma das influências do cantor da banda, Rivers Cuomo.
Em 2007 o cantor americano de música country Tim McGraw regravou "Suspicions", em seu álbum Let It Go.

## Discografia

### Álbuns de estúdio
| Ano  | Álbum                    | Posição nas paradas | Posição nas paradas | RIAA    | Gravadora    |
| Ano  | Álbum                    | US Country          | US                  | RIAA    | Gravadora    |
| ---- | ------------------------ | ------------------- | ------------------- | ------- | ------------ |
| 1975 | Eddie Rabbitt            | 41                  |                     |         | Elektra      |
| 1976 | Rocky Mountain Music     | 14                  |                     |         | Elektra      |
| 1977 | Rabbitt                  | 4                   |                     |         | Elektra      |
| 1978 | Variations               | 9                   | 143                 |         | Elektra      |
| 1979 | Loveline                 | 5                   | 91                  |         | Elektra      |
| 1980 | Horizon                  | 1                   | 19                  | Platina | Elektra      |
| 1981 | Step by Step             | 1                   | 23                  | Ouro    | Elektra      |
| 1982 | Radio Romance            | 5                   |                     |         | Elektra      |
| 1984 | The Best Year of My Life | 22                  |                     |         | Warner Bros. |
| 1985 | Rabbitt Trax             | 6                   |                     |         | RCA          |
| 1987 | I Wanna Dance With You   | 34                  |                     |         | RCA          |
| 1990 | Jersey Boy               | 34                  |                     |         | Capitol      |
| 1991 | Ten Rounds               |                     |                     |         | Liberty      |
| 1997 | Beatin' the Odds         |                     |                     |         | Intersound   |
| 1997 | Songs from Rabbittland   |                     |                     |         | Cema         |

### Compilações e edições especiais
| Ano  | Álbum                           | Posição nas paradas | Posição nas paradas | RIAA | Gravadora    |
| Ano  | Álbum                           | US Country          | US                  | RIAA | Gravadora    |
| ---- | ------------------------------- | ------------------- | ------------------- | ---- | ------------ |
| 1979 | The Best of Eddie Rabbitt       | 12                  | 151                 | Ouro | Elektra      |
| 1983 | Greatest Hits 2                 | 4                   | 131                 |      | Warner Bros. |
| 1985 | Number Ones                     | 34                  |                     |      | Warner Bros. |
| 1989 | The Great Hits of Eddie Rabbitt |                     |                     |      | RCA          |
| 1991 | Ten Years of Greatest Hits      |                     |                     |      | Liberty      |
| 1991 | Classic Collection              |                     |                     |      | Liberty      |
| 1991 | All-Time Greatest Hits          |                     |                     |      | Warner Bros. |
| 1991 | Greatest Country Hits           |                     |                     |      | Curb         |
| 1995 | Greatest Hits                   |                     |                     |      | Cema         |
| 2003 | Original Artist Hit-List        |                     |                     |      | Intersound   |
| 2003 | All American Country            |                     |                     |      | Sony BMG     |
| 2003 | Essentials                      |                     |                     |      | Warner Bros. |

### Singles
| Ano  | Single                                                      | Posição nas paradas | Posição nas paradas | Posição nas paradas | Posição nas paradas | RIAA | Álbum                     |
| Ano  | Single                                                      | US Country          | US Hot 100          | US AC               | CAN Country         | RIAA | Álbum                     |
| ---- | ----------------------------------------------------------- | ------------------- | ------------------- | ------------------- | ------------------- | ---- | ------------------------- |
| 1964 | "Six Nights and Seven Days"                                 |                     |                     |                     |                     |      | singles only              |
| 1968 | "The Bed"                                                   |                     |                     |                     |                     |      | singles only              |
| 1974 | "You Get To Me"                                             | 34                  |                     |                     | 50                  |      | Eddie Rabbitt             |
| 1975 | "Forgive and Forget"                                        | 12                  |                     |                     |                     |      | Eddie Rabbitt             |
| 1975 | "I Should Have Married You"                                 | 11                  |                     |                     | 42                  |      | Eddie Rabbitt             |
| 1976 | "Drinkin' My Baby (Off My Mind)"                            | 1                   |                     |                     |                     |      | Rocky Mountain Music      |
| 1976 | "Rocky Mountain Music" / "Do You Right Tonight"             | 5                   | 76                  | 48                  | 1                   |      | Rocky Mountain Music      |
| 1977 | "Two Dollars in the Jukebox"                                | 3                   |                     |                     |                     |      | Rocky Mountain Music      |
| 1977 | "I Can't Help Myself"                                       | 2                   | 71                  |                     | 5                   |      | Rabbitt                   |
| 1977 | "We Can't Go on Living Like This"                           | 6                   |                     |                     | 1                   |      | Rabbitt                   |
| 1978 | "Hearts on Fire"                                            | 2                   |                     |                     | 9                   |      | Variations                |
| 1978 | "You Don't Love Me Anymore"                                 | 1                   | 53                  | 18                  | 3                   |      | Variations                |
| 1978 | "I Just Want to Love You"                                   | 1                   |                     | 47                  | 2                   |      | Variations                |
| 1979 | "Every Which Way But Loose"                                 | 1                   | 30                  | 26                  | 1                   |      | The Best of Eddie Rabbitt |
| 1979 | "Suspicions"                                                | 1                   | 13                  | 9                   | 1                   |      | Loveline                  |
| 1979 | "Pour Me Another Tequila"                                   | 5                   |                     |                     | 3                   |      | Loveline                  |
| 1980 | "Gone Too Far"                                              | 1                   | 82                  | 35                  | 7                   |      | Loveline                  |
| 1980 | "Drivin' My Life Away"                                      | 1                   | 5                   | 3                   | 2                   | Ouro | Horizon                   |
| 1981 | "I Love a Rainy Night"                                      | 1                   | 1                   | 1                   | 4                   | Ouro | Horizon                   |
| 1981 | "Step By Step"                                              | 1                   | 5                   | 3                   | 1                   |      | Step By Step              |
| 1981 | "Someone Could Lose a Heart Tonight"                        | 1                   | 15                  | 10                  | 4                   |      | Step By Step              |
| 1982 | "I Don't Know Where to Start"                               | 2                   | 35                  | 9                   | 13                  |      | Step By Step              |
| 1982 | "You and I" (w/ Crystal Gayle)                              | 1                   | 7                   | 2                   | 1                   |      | Radio Romance             |
| 1983 | "You Can't Run From Love"                                   | 1                   | 55                  | 2                   | 1                   |      | Radio Romance             |
| 1983 | "You Put the Beat in My Heart"                              | 10                  | 81                  | 15                  | 4                   |      | Greatest Hits Vol. 2      |
| 1984 | "Nothing Like Falling in Love"                              | 10                  |                     | 38                  | 1                   |      | Greatest Hits Vol. 2      |
| 1984 | "B-B-B Burnin' Up With Love"                                | 3                   |                     | 36                  | 2                   |      | The Best Year of My Life  |
| 1985 | "The Best Year of My Life"                                  | 1                   |                     |                     | 1                   |      | The Best Year of My Life  |
| 1985 | "Warning Sign"                                              | 4                   |                     |                     | 3                   |      | The Best Year of My Life  |
| 1985 | "She's Comin' Back to Say Goodbye"                          | 6                   |                     |                     | 22                  |      | The Best Year of My Life  |
| 1985 | "A World Without Love"                                      | 10                  |                     | 35                  | 27                  |      | Rabbitt Trax              |
| 1986 | "Repetitive Regret"                                         | 4                   |                     |                     | 5                   |      | Rabbitt Trax              |
| 1986 | "Both to Each Other (Friends and Lovers)" (c/ Juice Newton) | 1                   |                     |                     | 1                   |      | Rabbitt Trax              |
| 1986 | "Gotta Have You"                                            | 9                   |                     |                     | 6                   |      | Rabbitt Trax              |
| 1988 | "I Wanna Dance With You"                                    | 1                   |                     |                     |                     |      | I Wanna Dance With You    |
| 1988 | "The Wanderer"                                              | 1                   |                     |                     | 1                   |      | I Wanna Dance With You    |
| 1988 | "We Must Be Doin' Somethin' Right"                          | 7                   |                     |                     |                     |      | I Wanna Dance With You    |
| 1989 | "That's Why I Fell In Love With You"                        | 66                  |                     |                     |                     |      | I Wanna Dance With You    |
| 1989 | "On Second Thought"                                         | 1                   |                     |                     | 1                   |      | Jersey Boy                |
| 1990 | "Runnin' With the Wind"                                     | 8                   |                     |                     | 6                   |      | Jersey Boy                |
| 1990 | "It's Lonely Out Tonite"                                    | 32                  |                     |                     | 32                  |      | Jersey Boy                |
| 1990 | "American Boy"                                              | 11                  |                     |                     |                     |      | Jersey Boy                |
| 1991 | "Tennessee Born and Bred"                                   | 58                  |                     |                     | 82                  |      | Jersey Boy                |
| 1991 | "Hang Up the Phone"                                         | 50                  |                     |                     | 87                  |      | Ten Rounds                |